# Gouvernement Nablus
Das Gouvernement Nablus (arabisch محافظة نابلس, DMG Muḥāfaẓat Nābulus) ist ein Gouvernement der Palästinensischen Autonomiebehörde bzw. des Staates Palästina. Es umfasst einen großen Teil des zentralen Hochlands des Westjordanlandes. Die Bezirkshauptstadt ist die Stadt Nablus.
Nach Angaben des Palästinensischen Zentralbüros für Statistik hat das Gouvernement zur Jahresmitte 2017 388.321 Einwohner. Bis 2020 stieg diese Zahl auf 407.754 Einwohner.

## Demografie
Die Bevölkerung ist im Durchschnitt sehr jung und ca. 34,9 Prozent sind jünger als 15 Jahren, während nur 4 Prozent über 65 Jahre alt sind. 2017 waren 99,8 Prozent der Bevölkerung Muslime und 0,2 Prozent waren Christen oder sonstige. Einwohner jüdischer Siedlungen wurden dabei nicht erfasst. 56,9 Prozent der Gesamtbevölkerung waren im selben Jahr Flüchtlinge.
| Zensusjahr | Einwohnerzahl |
| ---------- | ------------- |
| 1997       | 261.340       |
| 2007       | 320.830       |
| 2017       | 388.321       |

## Orte
- Nablus
- Sebastia